# Der Blinde (1996)
Der Blinde ist ein Spielfilm aus dem Jahr 1996. Der Film ist Teil einer kurzen Edgar-Wallace-Reihe des Senders RTL unter der Gesamtleitung von Horst Wendlandt und basiert auf Elementen der Romane von Edgar Wallace.

## Handlung
Die Begegnung mit einem Blinden endet für Susan Howard unerwartet. Der vermeintlich hilflose Mann betäubt und entführt sie. Der Fall wird vom Innenminister an Sir John, den Chef von Scotland Yard, übergeben. Der betraut Chiefinspector Higgins und Superintendent Lane mit der Aufklärung.
Ihre Ermittlungen führen Higgins und Lane schnell auf die Spur von Mord, Mädchenhandel und Erpressung.

## Sonstiges
Produziert wurde von Frühjahr bis Sommer 1995 in London und Berlin/Brandenburg. Uraufführung war am 5. März 1996 auf RTL.